# Visitació
|  | Per a altres significats, vegeu «la Visitació». |

La Visitació és un episodi del Nou Testament en què s'explica que Maria, mare de Jesús, va a visitar la seva cosina Elisabet, embarassada de Joan Baptista. El fet es narra a l'Evangeli de Lluc 1:39-56. Segons aquest Evangeli l'arcàngel Gabriel li va anunciar a Maria que tindria un fill: Jesus, i que la seva cosina Elisabet estava embarassada i que també en tindria un. Maria va anar tot seguit a casa de la seva cosina i s'hi va quedar 3 mesos fins al naixement de Sant Joan Baptista.
El Magníficat es la pregària que Maria feu en l'encontre.

## Obres
- Retaule de la Visitació. Segle XV. Catedral de Barcelona